# Zderzenie kultur
Zderzenie kultur – stosunki kulturowe, które zawiązują się między dwiema kulturami na skutek ich zetknięcia się w sposób bezpośredni lub pośredni. Do takich interakcji dochodzi w obszarach stykowych pogranicza dwóch kultur bądź na skutek migracji przedstawicieli danej kultury. Zderzenie dwóch odmiennych kultur może wywołać tzw. szok kulturowy. Sprzeczności wartości reprezentowanych przez obie grupy może doprowadzić do konfliktu między nimi.